# Goplana ribis-andicolae
Goplana ribis-andicolae är en svampart som beskrevs av Berndt 1999. Goplana ribis-andicolae ingår i släktet Goplana och familjen Chaconiaceae.   Inga underarter finns listade i Catalogue of Life.